# Clarkeinda
Clarkeinda is een geslacht van schimmels behorend tot de familie Agaricaceae.

## Soorten
Volgens Index Fungorum telt het geslacht zeven soorten:
| Soortnaam               | Auteur(s)               | Publicatiejaar |
| ----------------------- | ----------------------- | -------------- |
| Clarkeinda caparidensis | Cout.                   | 1932           |
| Clarkeinda coprinus     | (Fr.) Kuntze            | 1891           |
| Clarkeinda pedilia      | (Berk. & Broome) Kuntze | 1891           |
| Clarkeinda pervolvata   | (Boud.) Sacc. & Trotter | 1925           |
| Clarkeinda plana        | Clem.                   | 1896           |
| Clarkeinda poderes      | (Berk. & Broome) Kuntze | 1891           |
| Clarkeinda trachodes    | (Berk.) Singer          | 1951           |